# Vodní mlýn v Trhové Kamenici
Vodní mlýn v Trhové Kamenici v okrese Chrudim je vodní mlýn, který stojí na Chobotovském potoce na okraji městyse pod Mlýnským rybníkem. Je chráněn jako nemovitá kulturní památka České republiky.

## Historie
Mlýn je poprvé zmíněn roku 1460 v souvislosti s privilegiem daným Trhové Kamenici Jiřím z Poděbrad. V roce 1913 zde vznikla elektrárna Vilemíny Černohorské, majitelky elektrotechnického závodu v Ústí nad Orlicí. Do 1929 osvětlovala část Trhové Kamenice, poté sloužila pouze pro potřeby mlýna.

## Popis
Budova stojí ve svažitém terénu mezi cestou a náhonem. Stavba na obdélném půdorysu má polozapuštěný suterén. Zdivo kolem náhonu bylo původně kamenné, výše smíšené, s hladkými vápennými bílenými omítkami. Střecha mlýna je polovalbová s bedněnými štíty a podlomením. Přední část budovy je obytná, v zadní části se nachází mlýnice se zachovalým hodnotným mlýnským zařízením. Přezděné roubení pochází z let po roce 2000.
Voda na vodní kolo vedla náhonem. K roku 1876 byla ve mlýně 2 kola na vrchní vodu (prům. 237 cm, šířka 98 cm), v roce 1930 měl mlýn 1 Francisovu turbínu (hltnost 0,5 m³/s, spád 3,0 m, výkon 15 HP). Mlýnský rybník zvaný též „Loch“ byl v roce 1948 zavezen odpadem od mlýna, turbína a dynamo poté vyřazeny z provozu. Francisova horizontální turbína s mokrou savkou se dochovala, vodní kolo na vrchní vodu zaniklo.